# Lista de países por produção de ouro
Esta é uma lista de países por produção e reservas de ouro em 2018.

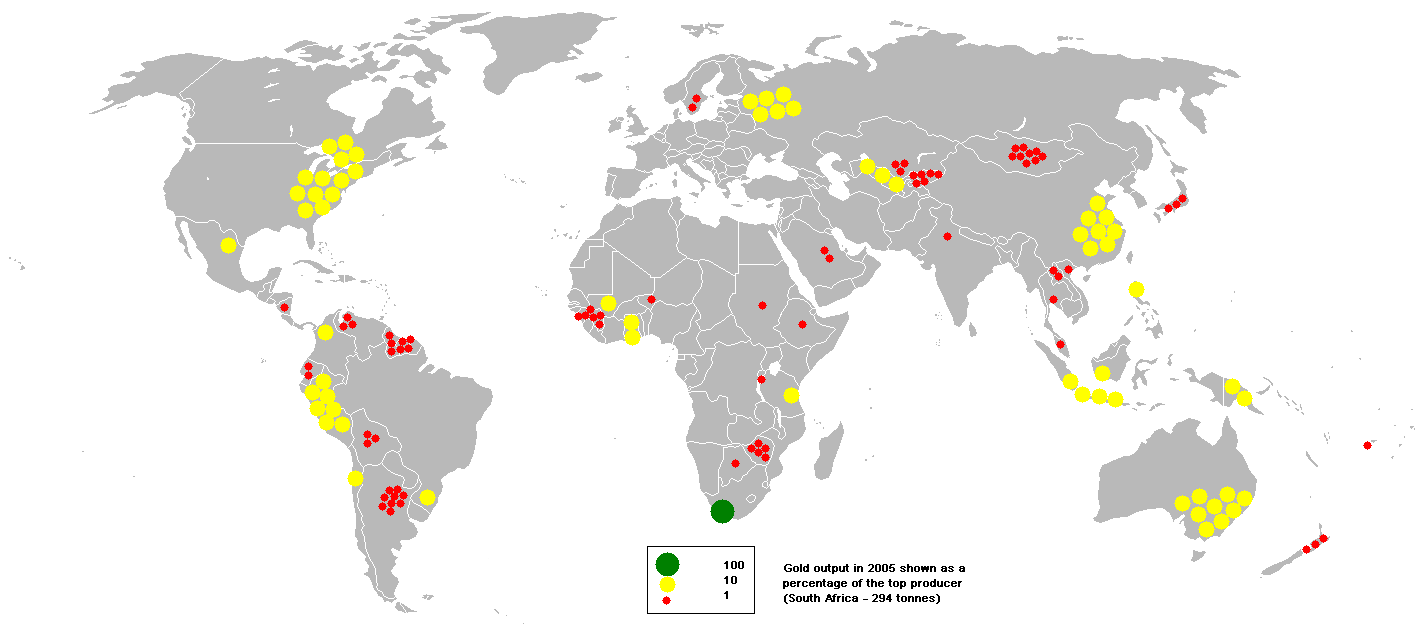
Produção de Ouro em 2005.

| Pos. | País/Região      | Produção (toneladas) | Reservas (toneladas) |
| ---- | ---------------- | -------------------- | -------------------- |
| -    | Mundo            | 3 260                | 54 000               |
| 1º   | China            | 400                  | 2 000                |
| 2º   | Austrália        | 310                  | 9 800                |
| 3º   | Rússia           | 295                  | 5 300                |
| 4º   | Estados Unidos   | 210                  | 3 000                |
| 5º   | Canadá           | 185                  | 2 000                |
| 6º   | Peru             | 145                  | 2 600                |
| 7º   | Gana             | 130                  | 1 000                |
| 8º   | México           | 125                  | 1 400                |
| 9º   | África do Sul    | 120                  | 6 000                |
| 10º  | Uzbequistão      | 105                  | 1 800                |
| 11º  | Indonésia        | 85                   | 2 500                |
| 12º  | Cazaquistão      | 85                   | 1 000                |
| 13º  | Brasil           | 81                   | 2 400                |
| 14º  | Papua-Nova Guiné | 65                   | 1 300                |
| -    | Outros países    | 920                  | 12 000               |